# 亞歷山德里夫卡 (丘拉基夫卡市鎮)
亞歷山德里夫卡（羅馬化：Oleksandrivka），2016年之前名为克拉斯诺兹纳缅卡（俄語：Краснознаменка），是烏克蘭南部赫爾松州斯卡多夫斯克區丘拉基夫卡市鎮的村莊，始建於1920年，面積2.18平方公里，海拔高度4米，2001年人口644，人口密度每平方公里295.1人。目前由俄罗斯控制。